# Museu do Homem do Norte
O Museu do Homem do Norte teve sua origem na Fundação Joaquim Nabuco – FUNDAJ, Instituição Federal com sede em Recife, no estado de Pernambuco, na década de 80 do século XX. Idealizado pelo sociólogo-antropólogo Gilberto Freyre, o Museu foi criado com o objetivo de reunir um significativo acervo que representasse e refletisse as características e peculiaridades da vida do da região norte do Brasil.
Inaugurado em 13 de março de 1985, funcionando em um prédio da Av. Sete de Setembro, no centro de Manaus, o Museu do Norte foi administrado pela Fundação Joaquim Nabuco, por meio do seu Instituto de Estudos da Amazônia até 2006 quando cessaram as atividades da FUNDAJ na região norte. Foi então realizado um contrato de Comodato entre a FUNDAJ e a Prefeitura de Manaus, para que esta a administrasse até julho de 2010. Nesse período o Museu esteve fechado por dois anos sendo reaberto ao publico em 16 de maio de 2008 em novo endereço na rua Quintino Bocaíuva, no centro da cidade, onde funcionou por cerca de seis meses voltando a ser fechado.
O contrato com a Prefeitura de Manaus havia expirado sem que esta manifestasse interesse em continuar administrando o Museu. Diante do impasse e da possibilidade do acervo ser remanejada para Recife, sede da FUNDAJ, em agosto de 2010 o Governo do Estado do Amazonas decide tomar pra si a administração do Museu do Homem do Norte, firmando com a FUNDAJ um contrato de Comodato, por meio da Secretaria de Estudo da Cultura, e assumindo a responsabilidade pela guarda acervo e revitalização do Museu.
Assim, em 29 de setembro de 2011, o Museu do Homem do Norte reabre suas portas ao público, em nova fase, com nova curadoria, e adequadas instalações realizando, inclusive, uma aspiração do seu projeto original: de possuir espaços expositivos ao ar livre, o que foi possível graças a atual localização, no Centro Cultural dos Povos da Amazônia que dispõe de ampla área externa.
MUSEU
A valida ate hoje e a eles foram agregadas novas perspectivas conceituais e de comunicação na área museológica Gilberto Freyre na sua obra Ciência do Homem e Museologia (1979) já comentava “O Brasil é hoje um pais em que se desenvolve uma consequência museológico ao lado de outra que a ela se liga: a de que cultura nenhuma, nenhuma sociedade, nenhum povo se conhece a si próprio ou consegue tornar-se senhor das suas constantes sócio-culturais, sem ligar ao seu passado ao seu presente e os seus possíveis futuros (…).” Hoje, o Museu do Homem do Norte além de expor esse tempo tríbio descrito por Gilberto Freyre, evoluiu no seu discurso e acompanha as mudanças por que passa a sociedade, atualizando sua comunicação e inserindo nas suas atividades propostas de inclusão sócio-culturais.
ACERVO
O acervo do Museu do Homem do norte constituído por cerco de 2.000 objetos, foi adquirido ao longo do tempo por meio de doações, compras, cessões e incorporações. Sua força está no conjunto das coleções por aquilo que representam, mais do que pelo valor unitário das peças. O conjunto permite uma visão da amplitude cultural regional desde as técnicas do trabalho do dia a dia das populações amazônidas, aos meios de transporte, as habitações, a alimentação, as festas, o artesanato, a religiosidade, os mitos e ritos além de importante acervo arqueológico.
Onde se localiza
O Museu está localizado no Centro Cultural Povos da Amazônia, um complexo cultura com 68 mil metros quadrados, dispondo de auditórios, salões de exposições, Memorial Mario Ypiranga   Monteiro, além de uma Arena de espetáculos com capacidade par 15 mil pessoas, onde todos os anos é realizado o Festival Folclórico do Amazonas.
Serviços
O museu do Homem do Norte dispõe de visitas guiadas, em português e em inglês, para grupos de estudante e turistas, inclusive inglês, além de possibilitar visitas assistidas para deficientes visuais, dispondo ao  longo do percurso objetos que podem ser tocados.  Possui um auditório em formato lounge, que abriga o Cine-Vídeo Clube Silvino Santos que apresenta filmes e documentários.